# Грембоцин (Малопольське воєводство)
Грембоцин (пол. Grębocin) — село в Польщі, у гміні Нове Бжесько Прошовицького повіту Малопольського воєводства.
Населення — 262 особи (2011).
У 1975-1998 роках село належало до Краківського воєводства.

## Демографія
Демографічна структура станом на 31 березня 2011 року:
|          | Загалом | Допрацездатний вік | Працездатний вік | Постпрацездатний вік |
| -------- | ------- | ------------------ | ---------------- | -------------------- |
| Чоловіки | 135     | 25                 | 85               | 25                   |
| Жінки    | 127     | 19                 | 74               | 34                   |
| Разом    | 262     | 44                 | 159              | 59                   |